# Birinşi Lïga 2009
La Birinşi Lïga 2009 è stata la 15ª edizione della seconda serie del campionato kazako di calcio. 

## Stagione

### Novità
Al termine della stagione 2008, il Qazaqmıs e il Taraz sono salite in Qazaqstan Prem'er Ligasy. Dalla Qazaqstan Prem'er Ligasy sono retrocesse Qairat, Astana 1964 e Énergetïk-2. Quest'ultima ha cambiato successivamente denominazione in Ekibastuz. L'Astana 1964 è stato invece rinominato Namıs, mentre il Karasay Sarbazdary ha cambiato nome in Sunqar.
Asbest, Aqsý Stepnogorsk, Gornıak Hromtaý e Avangard Petropavl non hanno preso parte a questa edizione del torneo. Al loro posto sono state ammesse Gefest, OSŞÏOSD, Twrkistan.

### Formula
Le quattordici squadre si affrontano in un girone all'italiana con partite di andata e ritorno.

## Classifica
|  | Pos. | Squadra        | Pt | G  | V  | N  | P  | GF | GS | DR  |
|  | ---- | -------------- | -- | -- | -- | -- | -- | -- | -- | --- |
|  | 1.   | Qairat         | 61 | 26 | 19 | 4  | 3  | 63 | 21 | +42 |
|  | 2.   | Aqjaıyq        | 52 | 26 | 16 | 4  | 6  | 46 | 29 | +17 |
|  | 3.   | Namıs          | 51 | 26 | 16 | 3  | 7  | 57 | 27 | +30 |
|  | 4.   | Sunqar         | 51 | 26 | 15 | 6  | 5  | 49 | 23 | +26 |
|  | 5.   | Ile-Säulet     | 45 | 26 | 12 | 9  | 5  | 53 | 24 | +29 |
|  | 6.   | Bolat          | 39 | 26 | 11 | 6  | 9  | 36 | 37 | -1  |
|  | 7.   | Spartak Semeı  | 38 | 26 | 12 | 2  | 12 | 35 | 41 | -6  |
|  | 8.   | Ekibastuz      | 35 | 26 | 10 | 5  | 11 | 37 | 43 | -6  |
|  | 9.   | Gefest         | 29 | 26 | 8  | 5  | 13 | 26 | 34 | -8  |
|  | 10.  | Kaspıı         | 23 | 26 | 5  | 8  | 13 | 26 | 40 | -14 |
|  | 11.  | Aqtóbe-Jas     | 20 | 26 | 5  | 5  | 16 | 25 | 42 | -17 |
|  | 12.  | OSŞÏOSD (-7)   | 19 | 26 | 5  | 11 | 10 | 31 | 56 | -25 |
|  | 13.  | Aýjarıq (-6)   | 18 | 26 | 7  | 3  | 16 | 36 | 62 | -26 |
|  | 14.  | Turkistan (-9) | 7  | 26 | 5  | 1  | 20 | 25 | 66 | -41 |

Legenda:
      Promossa in Qazaqstan Prem'er Ligasy 2010
Note:
Tre punti a vittoria, uno a pareggio, zero a sconfitta.